# Tetrapedia longipes
Tetrapedia longipes är en biart som beskrevs av Joseph Vachal 1909. Tetrapedia longipes ingår i släktet Tetrapedia och familjen långtungebin. Inga underarter finns listade i Catalogue of Life.